# مستيقظين طوال الليل (ألبوم)
مستيقظين طوال الليل (بالإنجليزية: Up All Night)‏ هو أول ألبوم إستديو لفرقة الفتيان الإنجليزية الأيرلندية ون دايركشن، وتم إصداره بواسطة تسجيلات سايكو في نوفمبر 2011 في أيرلندا والمملكة المتحدة، وتبعه إصدار عالمي خلال عام 2012. بعد أربعة أشهر من حصولهم علي المركز الثالث في الموسم السابع من برنامج المسابقات البريطاني للغناء الواقعي ذا إكس فاكتور في ديسمبر 2010، بدأت فرقة ون دايركشن في تسجيل الألبوم في السويد، والمملكة المتحدة، والولايات المتحدة، بالعمل مع مجموعة متنوعة من الكُتاب والمنتجين. يتعلق المحتوى الغنائي للألبوم بالشباب، والعلاقات، وتحطم القلب، والتعزيز.
حصل الألبوم علي مراجعات إيجابية بشكل عام من نقاد الموسيقى المعاصرين. وأحتل المرتبة الثانية في اللائحة الأسبوعية للألبومات الأعلى مبيعا في المملكة المتحدة، وأصبح في نهاية المطاف الألبوم الأول الأسرع مبيعا في المملكة المتحدة في عام 2011. أحتل الألبوم المرتبة الأولي في بيلبورد 200 بالولايات المتحدة مع مبيعات 176،000 نسخة في الأسبوع الأول. حقق الألبوم نجاحاً عالمياً، وتصدر اللوائح في ستة عشر دولة. وفقًا لدي الاتحاد الدولي للصناعة الفونوغرافية (أي أف بي أي) كان الألبوم هو ثالث ألبوم عالمي أكثر مبيعًا لعام 2012 مع مبيعات 4.5 مليون نسخة حول العالم.
أنهت فرقة ون دايركشن عام 2012 مع ألبومين من أعلي أفضل خمسة ألبومات مبيعًا في ذلك العام بالولايات المتحدة، حيث كان الألبوم في المرتبة الثالثة مع ألبومهم الإستوديو الثاني خذني إلى المنزل في المرتبة الخامسة، وهو ما جعل الفرقة أول فرقة لها ألبومين من ضمن أعلي خمس ألبومات بنهاية العام في عصر نيلسن ساوندسكان. كما أصبح أفضل ألبوم مبيعًا لفرقة وثالث أفضل ألبوم أول مبيعًا لعام 2012. تم إصدار أربع أغاني منفردة من الألبوم، منهم أغنية «ما يجعلك جميلة»، و«يجب أن يكون أنت»، و«شئ واحد» الذين كانوا من ضمن أعلي عشر أغاني في تصنيف المملكة المتحدة للأغاني المنفردة. للترويج عن الألبوم قامت الفرقة بالأداء في عدة عروض تلفزيونية واحتفالات توزيع جوائز، بما في ذلك حفل توزيع جوائز إم تي في الأغاني المصورة لعام 2012. كما قامت فرقة «ون دايركشن» بأول جولة موسيقية لها بعنوان جولة مستيقظين طوال الليل. تم تسجيل لقطات من هذا الحفل الموسيقي وضمها في ألبوم مباشر بعنوان مستيقظين طوال الليل: الجولة الحية.

## الخلفية والتطور
بعد التشكيل وإنهاء الحلقة الثالثة من الموسم السابع من برنامج ذا إكس فاكتور في 2010. وقعت فرقة «ون دايركشن» مع شركة سايمون كاول تسجيلات سايكو عقد تسجيلي بقيمة 2 مليون جنيه إسترليني. بدأ تسجيل أول ألبوم لهم في يناير 2011، حيث سافروا إلي لوس أنجلوس للعمل مع المنتج السويدي-المغربي ريدوان. في فبراير 2011 شارك فريق «ون دايركشن» وتسع متسابقون آخرون في جولة الإكس فاكتور الحية، وبعد أن انتهت الجولة في أبريل 2011 استمرت الفرقة في العمل علي ألبومها الأول. وقد حدث التسجيل في: السويد، والولايات المتحدة، والمملكة المتحدة لعمل الفرقة مع المنتجين: كارل فالك، وسافان كوتيشا، وستيف ماك، وريدوان، وتوبي غاد، ورامي يعقوب بجانب الآخرين. كما أن الألبوم يتمن أغاني كتبها: إد شيران، وكيلي كلاركسون، وتوم فليتشر. في مايو 2011 تحدث كوتيشا إلي ديجيتال سباي، وقال أنه شارك في «المراحل الأولي» من إنتاج الألبوم. «الأشياء التي سمعتها كانت جذابة حقًا، والجميع يحب الأولاد، لذا فإن الأمر يتعلق فقط بالتقاط ذلك في الموسيقى، والتي أعتقد أنها ما سيفعلونه.» وصف صوني تخار (الرئيس التنفيذي لتسجيلات سايكو) في عدد شهر أغسطس من عام 2011 من مجلة أسبوع الموسيقى عملية التسجيل بأنها «فترة شديدة للغاية» للفرقة. وأضاف تخار أن الألبوم الناتج كان أحد أفضل تسجيلات البوب التي سجلتها شركة لتسجيلات سايكو في السنوات القليلة الماضية، وأنه واثق من أن الألبوم سيحقق نجاحًا كبيرا. في نوفمبر 2011 سجلت الفرقة مع شركة كولومبيا للتسجيلات في أمريكا الشمالية. قال ستيف بارنيت (الرئيس المشارك لشركة كولومبيا للتسجيلات) إنه لم يكن من الصعب التوقيع مع فرقة «ون دايركشن»، وقال «الفنانون الآخرون في تلك الفئة أصبحوا أكبر سناً». «لقد ظننت أنه كان هناك فراغ، وربما يمكنهم الاستيلاء عليه والإمساك به.»

## قائمة الأغاني
| #   | عنوان                 | المدة |
| --- | --------------------- | ----- |
| 1.  | "ما يجعلك جميلة"      | 3:21  |
| 2.  | "يجب أن يكون أنت"     | 4:06  |
| 3.  | "شئ واحد"             | 3:19  |
| 4.  | "أكثر من ذلك"         | 3:50  |
| 5.  | "مستيقظين طوال الليل" | 3:16  |
| 6.  | "أتمني"               | 3:38  |
| 7.  | "قل لي كذبة"          | 3:19  |
| 8.  | "مرتبط"               | 3:59  |
| 9.  | "أريد"                | 2:55  |
| 10. | "كل شئ عنك"           | 3:39  |
| 11. | "نفس الأخطاء"         | 3:40  |
| 12. | "أنقذك الليلة"        | 3:27  |
| 13. | "سرقتي قلبي"          | 3:27  |

| 14. | "انهض"  | 2:53 |
| 15. | "لحظات" | 4:22 |

| 14. | "انهض"             | 2:56 |
| 15. | "لحظات"            | 4:23 |
| 16. | "عالم آخر"         | 3:25 |
| 17. | "نا نا نا"         | 3:07 |
| 18. | "كان يجب أن اقبلك" | 3:36 |

| 2. | "يجب أن يكون أنت (نسخة 2012 الأمريكية)" | 4:04 |

| 14. | "عالم آخر" | 3:23 |
| 15. | "نا نا نا" | 3:05 |

| 14. | "عالم آخر"         | 3:24 |
| 15. | "نا نا نا"         | 3:06 |
| 16. | "كان يجب أن اقبلك" | 3:36 |

## وصلات خارجية
- مستيقظين طوال الليل على موقع ميتاكريتيك (الإنجليزية)
- مستيقظين طوال الليل على موقع أول موفي (الإنجليزية)
- مستيقظين طوال الليل علي ميتاكريتيك